# John Nott

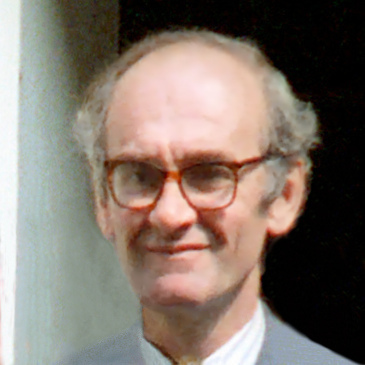
John Nott (1982)

Sir John William Frederic Nott KCB (* 1. Februar 1932 in Bideford, Devon, England; † 6. November 2024) war ein britischer Politiker der Conservative Party, der während des Falklandkrieges Verteidigungsminister war.

## Leben
Nach dem Schulbesuch trat Nott in die 2. Gurkha Rifles ein und diente von 1952 bis 1956 in Malaysia. Nachdem er die Armee verlassen hatte, studierte er von 1957 bis 1959 Rechts- und Wirtschaftswissenschaften am Trinity College der University of Cambridge und erhielt nach Abschluss des Studiums 1959 die Zulassung als Rechtsanwalt.
Seine politische Laufbahn begann, als er bei den Unterhauswahlen 1966 zum Mitglied des House of Commons gewählt wurde, wo er bis 1983 den Wahlkreis St Ives vertrat. Während der Amtszeit von Premierminister Edward Heath war er von 1972 bis 1974 Juniorminister im Schatzamt.
Nach dem Wahlsieg der Conservative Party bei den Unterhauswahlen vom 3. Mai 1979 berief ihn Premierministerin Margaret Thatcher als Handelsminister (Secretary of Trade) in ihr Kabinett.
Nach einer Regierungsumbildung folgte er im Januar 1981 Francis Pym im Amt des Verteidigungsministers und übte dies Amt während des Falklandkriegs gegen Argentinien um die Falklandinseln aus. Maßgeblichen Einfluss auf die militärischen Operationen im Falklandkrieg von April bis Juni 1982 hatte jedoch der Erste Seelord Henry Leach, der Premierministerin Thatcher von der Notwendigkeit des Kriegs und der Rückeroberung der Falklandinseln überzeugte.
Wichtige Vorhaben während Notts Amtszeit waren die Umstellung der Royal Air Force von der Avro Vulcan auf den Tornado sowie die Modernisierung der Britischen Rheinarmee. Im Mai 1981 veröffentlichte Nott dazu ein Weißbuch, das drastische Umbaumaßnahmen vorsah.
Das Amt des Verteidigungsministers bekleidete Nott bis zu seinem Rücktritt im Januar 1983. Aus diesem Anlass wurde er zum Knight Commander des Order of the Bath ernannt und führte seitdem den Namenszusatz „Sir“. Nach den Unterhauswahlen vom 9. Juni 1983 schied er auch aus dem House of Commons aus.
Anschließend wechselte Nott in die Privatwirtschaft und war von 1985 bis 1990 Vorstandsvorsitzender und CEO der Investmentbank Lazard. Zuletzt war er von 1993 bis 1999 Vorstandsvorsitzender der Hillsdown Holdings, eines Unternehmens der Lebensmittelindustrie.
Notts Sohn ist der Filmkomponist Julian Nott.
Im November 2024 starb John Nott im Alter von 92 Jahren.